# Boris Goltz
Boris Grigorievitch Goltz (né le 29 décembre 1913 à Tachkent et mort le 3 mars 1942 à Leningrad) est un compositeur soviétique.
Admis au conservatoire de Leningrad en 1934, il refuse de quitter la ville lors du siège de Leningrad et meurt pendant les combats. Il a composé de 1934 à 1935 ses 24 Préludes pour piano. Son concerto pour piano est perdu.